# Jaedong
Ли Дже Дон (кор. 이제동; род. 9 января 1990, Ульсан) — корейский киберспортсмен, более известный под никнеймом Jaedong, который состоял в команде Evil Geniuses. (ранее играл за Hwaseung Oz, которая потеряла спонсора и перестала существовать). Jaedong один из пяти игроков которому удалось преодолеть барьер в 2300 пунктов в рейтинге ELO. По состоянию на 29 января 2012 года занимает шестую строчку в рейтинге KeSPA. Ли Дже Дон является одним из двух игроков, которому удалось достичь статистики побед выше 66 %. Его карьерный рекорд 537 побед и 253 поражения (67.97 %). Является обладателем Золотой Мышки, которую вручают игроку за три победы в OSL (Ongamenet Star League). В 2011 году он обошёл профессионального игрока NaDa, выйдя на первое место по количеству побед в официальных матчах KeSPA, что делает его одним из самых успешных игроков за всю историю существования игры. В сообществе русских фанатов известен как «Женя».
В 2008 он получил награды «Игрок Года», «Самый высокий процент побед» и «Лучший Зерг» по версии KeSPA.

## Основные достижения
- 2 место, 2007 OnGameNet Star Challenge Season 1
- 1 место, 2007 EVER OnGameNet Starleague
- 1 место, 2008 GOMTV MBCGame Starleague Season 4
- 2 место, 2008 Arena MBCGame Starleague
- 1 место, 2008 World Cyber Games Korea Finals
- 1 место, 2009 Batoo OnGameNet Starleague
- 1 место, 2009 Bacchus OnGameNet Starleague
- 1 место, 2009 NATE MBCGame Starleague
- 1 место, 2009 Averatec-Intel Classic Special Match
- 1 место, 2009 World Cyber Games Grand Final
- 1 место, 2010 World Cyber Games Korea Finals
- 3 место, 2010 World Cyber Games Grand Final
- 3 место, 2013 DreamHack Open: Stockholm Grand Final
- 2 место, 2013 DreamHack Open: Summer Grand Final
- 2 место, 2013 DreamHack Open: Valencia Grand Final
- 2 место, 2013 WCS America Season 2 America Finals
- 3 место, 2013 WCS America Season 3 America Finals
- 2 место, 2013 WCS Global Finals Grand Final
- 1 место, 2013 ASUS ROG NorthCon